# Arebius integrior
Arebius integrior är en mångfotingart som beskrevs av Chamberlin 1949. Arebius integrior ingår i släktet Arebius och familjen stenkrypare. Inga underarter finns listade i Catalogue of Life.